# ويل فاولر
ويل فاولر (بالإنجليزية: Will Fuller)‏ هو لاعب كرة قدم أمريكية أمريكي، ولد في 16 أبريل 1994 في فيلادلفيا في الولايات المتحدة.

## وصلات خارجية
- ويل فاولر على موقع مرجع كرة القدم المحترفة.كوم (الإنجليزية)